# Concierto para piano n.° 1 (Villa-Lobos)
El Concierto para piano n.º 1, W453, es una composición concertante para piano y orquesta del compositor brasileño Heitor Villa-Lobos, escrita en 1945. Una interpretación de la obra dura unos 38 minutos.

## Historia
Villa-Lobos compuso su Primer Concierto para piano en Río de Janeiro en 1945. Fue encargado por la pianista canadiense Ellen Ballon, quien la estrenó en el Theatro Municipal de Río de Janeiro el 11 de octubre de 1946, con el compositor dirigiendo la Orquestra Sinfônica do Theatro Municipal. Ballon también realizó el estreno estadounidense del concierto en Dallas, dirigido por Antal Dorati en 1946, el estreno canadiense con Désiré Defauw el 28 de octubre de 1947 en el Auditorio Plateau de Montreal, y el estreno en Londres con Thomas Beecham en 1956. También grabó la obra con Ernest Ansermet en 1949, con quien también realizó interpretaciones de la obra en Canadá el 30 y 31 de enero de 1951 con la Orquesta Sinfónica de Montreal.

## Instrumentación
La obra está escrita para piano solo y orquesta compuesta por flautín, 2 flautas, 2 oboes, corno inglés, 2 clarinetes, clarinete bajo, 2 fagotes, contrafagot, 4 trompas, 3 trompetas, 3 trombones tenores, trombón bajo, tuba, timbales, percusión (tam-tam, triángulo, bombo), arpa y cuerdas.

## Análisis
El concierto tiene cuatro movimientos:
1. Alegro
2. Allegro (poco scherzando)
3. Andante – Andantino (cuasi andante) – Cadenza
4. Allegro no demasiado

Aunque Villa-Lobos se adhiere a la estructura de cuatro movimientos que a menudo se encuentra en los conciertos para piano, hace poco esfuerzo por seguir las estructuras tradicionales, basadas en ideas melódicas, dentro de los movimientos. En lugar de ello, utiliza elementos rítmicos para definir secciones de movimientos.

## Discografía
- Villa-Lobos: Piano Concerto. Ellen Ballon, piano; Orquesta de la Suisse Romande, dirigida por Ernest Ansermet. Grabado en el Victoria Hall, Ginebra, junio de 1949. Grabación LP, 1 disco, 12 pulgadas, 33⅓ rpm, monoaural. Londres LLP 77. Londres: London Records, 1949. [Tercer movimiento muy cortado.][4]
  - Reeditado en CD (con Albéniz: Cinco movimientos de Iberia, orch. Arbós, y Navarra, completado por Déodat de Séverac). Decca Elocuencia 4800456. Sídney: Decca Records, 2010.
- Э. Вилла-Лобос: концерт н1 для фортепиано с оркестром [H. Villa Lobos: Concierto n.° 1 para piano y orquesta]. Arthur Moreira-Lima, piano; Gran Orquesta Sinfónica de la Radio de Moscú, dirigida por Vladimir Fedoseev. Grabado en 1976. Grabación LP, 1 disco: 1 disco de audio: analógico, 33⅓ rpm, estéreo; 12 en. estéreo. Melodiya C 10-08167-8 (matriz С10-08167/3-1, С10-08168/3-1). [Moscú]: Melodiya, 1980.
- Heitor Villa-Lobos: 5 concertos para piano e orquestra. Fernando López, piano; Orquesta Sinfónica Municipal de Campinas; Dirigido por Benito Juárez. Grabado del 18 al 24 de junio de 1984, en el Teatro Interno do Centro de Covivência Cultural da Campinas. Grabación LP, 4 discos: 12 pulgadas, 33⅓ rpm, estéreo. Energía de São Paulo: LPVL 25/01 – LPVL 25/04. São Paulo: Energía de São Paulo, [1984?].
- Heitor Villa-Lobos: Five Piano Concertos. Cristina Ortíz, piano; Royal Philharmonic Orchestra, dirigida por Miguel Ángel Gómez Martínez. Grabado en el Walthamstow Assembly Hall en octubre de 1989, enero y julio de 1990. Conjunto de 2 CD: estéreo. Londres 430 628-2 (430 629-2 y 430 630–2). Londres: The Decca Record Company Limited, 1992.
- Heitor Villa-Lobos: Cinco Conciertos para Piano y Orquesta. Elvira Santiago, piano (Concierto n.° 1); Ulises Hernández, piano (Concierto No. 2); Patricio Malcolm, piano (Concierto n.° 3); Harold López-Nussa, piano (Concierto n.° 4); Roberto Urbay, piano (Concierto n.° 5); Orquesta Sinfónica Nacional de Cuba, dirigida por Enrique Pérez Mesa. Concierto No. 1 grabado en el Teatro Auditorio Amadeo Roldán, La Habana, Cuba, el 14 de diciembre de 2003, como parte del XXV Festival Internacional del Nuevo Cine Latinoamericano. 2 CD + 1 DVD. Colibrí DVD/CD 050. La Habana: Colibrí, 2006.

## Lectura adicional
- Anon. 1956. Festival Hall: Beecham Concert. The Times, Issue 53684 (9 de noviembre): 3.
- Fortes Filho, Raimundo M. de Melo. 2004. "Concerto Para Piano e Orquestra n. 1 de Villa-Lobos: Um Estudo Analítico-Interpretativo". Tesis de maestría, Universidade Federal da Bahia.
- Fortes Filho, Raimundo Mentor de Melo, and Diana Santiago. 2004. "A politonalidade no concerto nº 1 para piano e orquestra de Villa-Lobos". In Anais do Simpósio de Pesquisa em Música 2004, edited by Norton Dudeque, 35–48. Curitiba, Brazil: Universidade Federal do Paraná (Departamento de Artes). ISBN 9788598826035.
- Johnson, Bret. 1992. "Villa-Lobos: Piano Concertos Nos. 1–5 by Cristina Ortiz, Miguel Gomez- Martinez". Tempo, New Series, No. 182, Russian Issue (Septiembre): 60–61.
- Salter, Lionel. 1992. Villa-Lobos Piano Concertos (reseña del CD, interpretado por Cristina Ortiz, Royal Philharmonic Orchestra, dirección de Miguel Gómez-Martínez). Gramophone (May).
- Tarasti, Eero. 1995. Heitor Villa-Lobos: The Life and Works, 1887–1959, translated from the Finnish by the author. Jefferson, Carolina del Norte y Londres: McFarland. ISBN 0-7864-0013-7.

- Datos: Q11331315